# Théodore Martell
Pour les articles homonymes, voir Martell (homonymie).
Théodore Martell est un homme politique français né le 22 janvier 1784 à Cognac (Charente) et mort le 9 juin 1860 à Paris.

## Biographie
Fils du négociant Frédéric-Gabriel Martel et de Marie-Anne Marthe Broussard de Pommarais, et petit-fils de Jean Martell, il participe à la gestion de la maison de négoce de cognac familiale. 
Il est député de la Gironde de 1828 à 1830, dans l'opposition à Charles X et vota l'adresse des 221. Il est réélu sous la monarchie de Juillet, qu'il soutient, comme député, de 1831 à 1837 et de 1838 à 1842. Battu en 1842, il est nommé pair de France en 1845. La révolution de février 1848 met fin à sa carrière politique. 
Il est le cousin germain et beau-frère de Jean-Gabriel Martell, député de la Charente, et l'oncle d’Édouard Martell, député et sénateur de la Charente.

### Sources
- « Théodore Martell », dans Adolphe Robert et Gaston Cougny, Dictionnaire des parlementaires français, Edgar Bourloton, 1889-1891 [détail de l’édition]